# Psorophora cingulata
Psorophora cingulata är en tvåvingeart som först beskrevs av Fabricius 1805.  Psorophora cingulata ingår i släktet Psorophora och familjen stickmyggor. Inga underarter finns listade i Catalogue of Life.